# Drymocichla incana
Drymocichla incana là một loài chim trong họ Cisticolidae.